# Запунтел
Запунтел (San Putelo; по Порфиногениту је Meleta) је насељено место у саставу града Задра у Задарској жупанији, Република Хрватска.

## Географија
Насеље се налази на острву Молату.

## Историја
До територијалне реорганизације у Хрватској насеље се налазило у саставу старе општине Задар.

## Становништво
На попису становништва 2011. године, Запунтел је имао 42 становника.